# Isser (Boumerdès)
Pour les articles homonymes, voir Isser.
Isser (en berbère : Igzar (nom berbère qui signifie le ravin), en tifinagh : ⵉⵙⴻⵔ, en arabe : يسر, Isserville pendant la colonisation française), est une commune de la wilaya de Boumerdès dans la daïra d'Isser en Algérie. Elle est située au sud-est de Boumerdès et à 37 km de Tizi Ouzou. Équipe de football. (J.s.isser 1926)

## Géographie
La commune d'Isser est chef-lieu de la daira d'Isser.
|             | Bordj Menaiel, Si Mustapha   |                         |
| Si Mustapha | Isser                        | Bordj Menaiel, Timezrit |
|             | Chabet El Ameur, Beni Amrane |                         |

Sur le plan spatial, la commune d’Isser est constituée de :
- Une agglomération chef-lieu ;
- L’agglomération secondaire « Ouannougha » située au sud-est de l’agglomération chef-lieu.
- L’agglomération secondaire « VSA Zouak Amar » située au sud de l’agglomération chef-lieu.
- Une zone éparse constituée de villages et de hameaux répartis à travers l’ensemble du territoire communal qui sont au nombre de 13, soit : Baghlia, Teurfa, Ghomrassa, Bouider, Hassak Arabi, Chellout, Tamlakamt, El Abid, Tihachdine, les fermes de l’Oued Djemaa, El Hamri et Bouchakour.

## Population
La commune mixte ou indigène de l’Isser, à laquelle se rattachaient les villages de Haussonvillier, Kouanin, Bois-Sacré, le hameau du Cap Djinet et les douars de Bou-Berak, Ain-Mouder, Ouled-Smir, Raicha Rouafa était du ressort de la Sous-Préfecture de Tizi-Ouzou.
D’une superficie de 45,991 hectares, elle totalisait en 1900 une population européenne de 578 habitants et 32 388 Algériens.
|     | Année du recensement | Algériens | Européens | Population totale |
| 1er | 1900                 | 32 388    | 578       | 32 966            |

## Toponymie
Le nom de la commune est issu du mot berbère iɣzer (« ighzer ») signifiant torrent, ruisseau, ravin.
Sous la colonisation elle portait le nom d'Isserville.

## Histoire
La commune est créée en 1880.
La ville de Isser:
c’est de là qu’est parti le grand saint Sidi Abderrahmanne el-Thaâlibi
https://www.lnr-dz.com/2020/06/13/une-histoire-a-raconter-sur-les-issers/
```
Sidi Abderrahmane At-Thaâlibi (arabe : سيدي عبد الرحمان الثعالبي), de son vrai nom Abou Zaid Abderrahmane Ben Makhlouf al-Thalibi[1] – de la tribu des Thaâliba, né en 1384 dans le village Thaälba situé sur la rive des Issers, (wilaya de boumerdes)
```

Sidi Abderrahman et-Thaâlibi

### Maires de 1874 à 1962
Liste des maires d'Isser avant l'indépendance de l'Algérie le 5 juillet 1962 :
|     | Prénoms et noms |  | Début du mandat  | Fin du mandat   |
| 1er | Émile Pélissié  |  | 10 décembre 1919 |                 |
| 2e  | Émile Pélissié  |  | 8 mai 1925       | 6 mais 1935     |
| 3e  | Louis Mermier   |  | 6 mai 1935       | 11 février 1961 |

## Démographie
La population communale d’Isser est passée de 22 387 habitants en 1987 à 27 920 habitants en 1998, soit un taux d’accroissement annuel moyen de l’ordre de 2,02 %.

## Transport

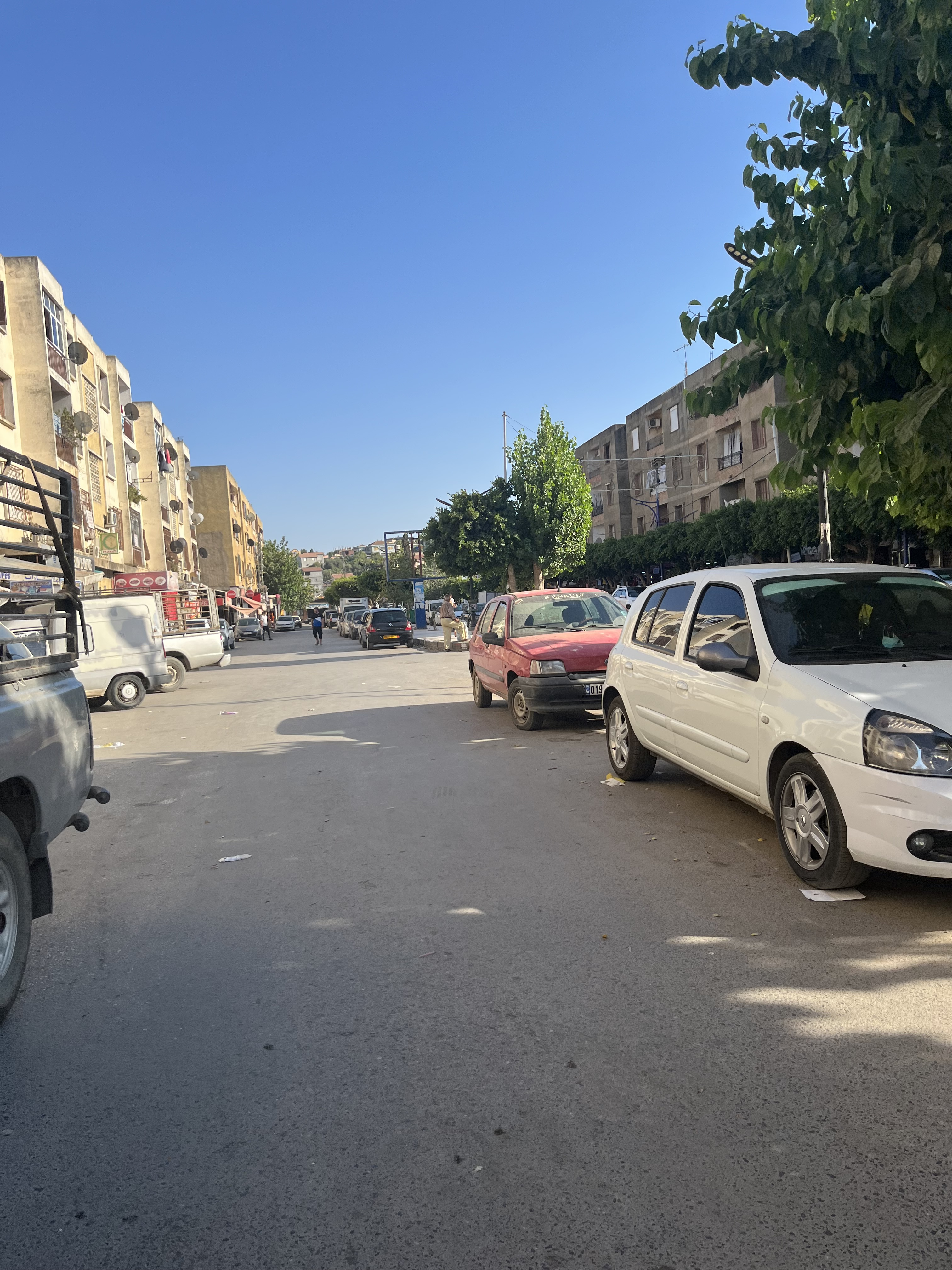
Rue dans le centre-ville d'Isser.

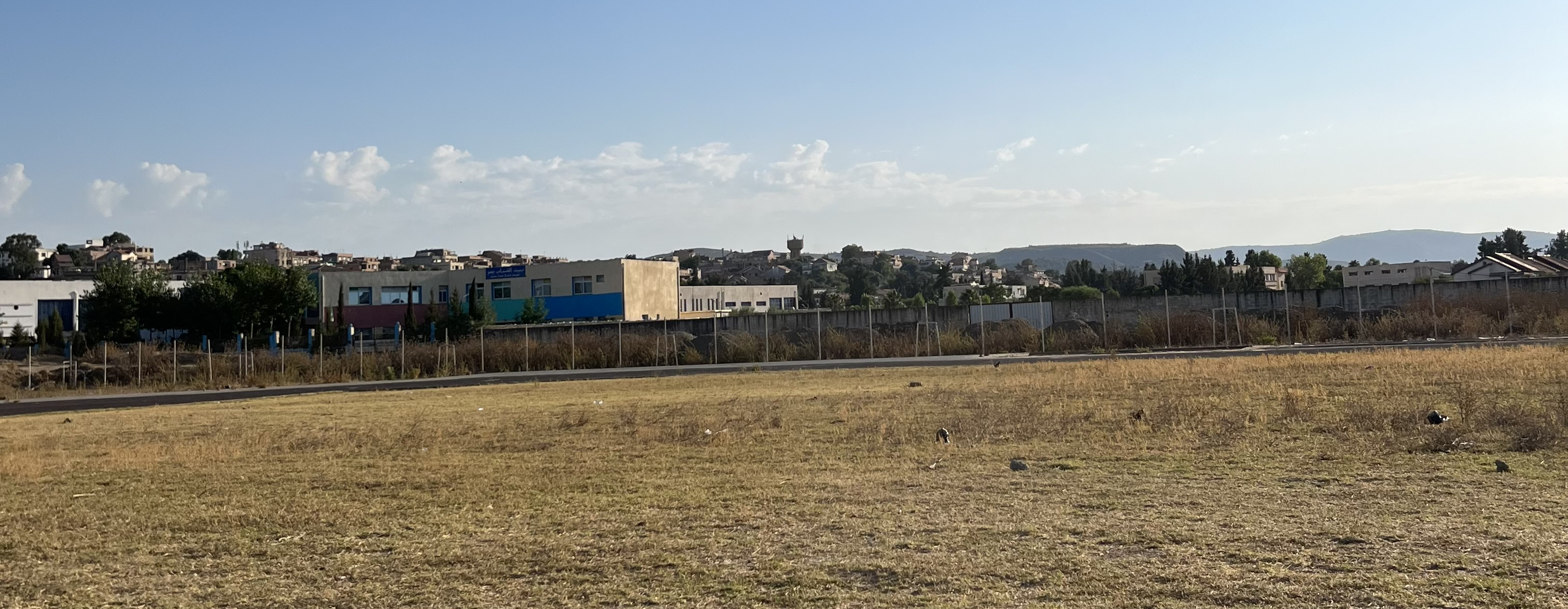
Les hauteurs d'Isser vues depuis la piste de course d'Isser. Le complexe sportif est visible au second plan et le château d'eau est visible en arrière-plan.

La ville d'Isser est un important axe de liaison entre la capitale et la région de la haute-Kabylie, étant donné que l'ancienne route de la Kabylie passe par la ville, ainsi que la ligne de Thénia à Oued Aïssi.